# SLAX
SLAX é uma distribuição Linux baseada no Debian (anteriormente ela era baseada no Slackware Linux, essa mudança se deu a partir da versão 9 do sistema). É um Live CD, podendo ser executado sem instalação no disco rígido - ou mesmo em um computador sem disco rígido. Ele pode ser executado pelo CD, por um drive USB ou pela memória RAM - o que libera o drive de CD para outros usos. Apesar do sistema vir com alguns poucos programas já instalados previamente, a ideia primordial da distribuição é a de vir com dois programas: um navegador e um terminal.  Slax usa o FluxBox (até a versão 8 era o KDE) como seu ambiente de desktop.
A versão atual estável do Slax é a 9.9.1, que tem cerca de 260MB, e que foi lançada em junho de 2019.

## Versões
As versões antes da Slax 3 eram nomeadas de "Slackware-Live" .

### Slax 5
Nessa versão existiu cinco edições diferentes:
- Slax Standard era a versão padrão para uso normal do sistema.
- Slax KillBill vinha com o Wine, DosBox e Qemu para poder rodar aplicações do Microsoft Windows.
- Slax Server fornecia funcionalidades adicionais de internet e tinha pré configurado servidores de DNS, DHCP, Samba, HTTP, FTP, MySQL, SMTP, POP3, IMAP, SSH e dentre outros.
- Popcorn era a versão mais minimalista possível com suporte a um ambiente gráfico. Cabia em 128MB e vinha com o Xfce, Mozilla Firefox, Mozilla Thunderbird e AbiWord.
- Frodo era a menor versão de todas porém abria mão de um ambiente gráfico e fornecia apenas um uma interface de linha de comando.

Todas as versões acima também tinham a alternativa do Fluxbox como ambiente gráfico, exceto a versão Frodo.

### Slax 6
Essa versão era oferecida em apenas uma versão e dependia totalmente de módulos para os recursos extras. A partir dessa versão, os módulos passaram a ser baseados em compressão LZMA, mas existia também alguma certa compatibilidade entre os módulos .mo obsoletos usados pelo Slax na versão 5 e os módulos .lzm mais recentes dessa nova versão. Como houve algumas mudanças de versões no kernel Linux durante o desenvolvimento do Slax 6, no entanto, os módulos .mo do Slax 5 foram considerados obsoletos. Cada módulo ou pacote deveria ser compilado especificamente para a versão do kernel que se estava utilizando.

### Slax 7
A versão 7 do Slax foi anunciada no blog do desenvolvedor (que passou a ser integrado em um único site do Slax). Essa versão passou a dar suporte as arquiteturas de 64 bits e de 32 bits e estava disponível em mais de 50 idiomas. Ela também trazia uma versão simplificada do KDE 4, um novo papel de parede e um novo sistema de módulos.

### Slax 9
Em novembro de 2017, o desenvolvedor anunciou o lançamento da versão 9. Esta edição foi fortemente reescrita e passou a ser baseada no Debian e não mais no Slackware. Passou a contar também com ferramenta de APT para o gerenciamento de pacotes. As compilações padrões (tanto de 32 quanto de 64 bits) acompanham o gerenciador de janelas FluxBox, um terminal, o navegador da Web Chromium, o editor de texto do LeafPad, uma calculadora, o gerenciador de arquivos PCManFM e o gerenciador de rede Wicd .

## Autor
O SLAX foi desenvolvido por Tomas Matejicek, tendo como base o Linux Live scripts e o Slackware Linux (inicialmente, a distribuição era baseada nesse sistema. Hoje ela é baseada no Debian Linux).